# روگاله (شهرستان گووداپ)
روگاله (به لهستانی:  Rogale) یک روستا در لهستان است که در گمینا بانگه مازورسکیه واقع شده‌است. روگاله ۶۰ نفر جمعیت دارد.